# FK Pirmasens
Der FK 03 Pirmasens ist ein Fußballverein aus der Pfalz. Der Verein – die Fans nennen ihn „die Klub“ – wurde am 10. Juni 1903 gegründet. 1905 spaltete sich der SK 1905 Pirmasens ab, der sich am 19. Februar 1919 vorübergehend nochmals anschloss, sich aber noch im selben Jahr endgültig abtrennte und heute als SG 05 Pirmasens existiert.
Der FKP spielte ab 1912 im Stadion an der Zweibrücker Straße, dem „Horeb“, in Pirmasens. Nach dessen Abriss im Jahr 2003 wich der FKP bis zur Fertigstellung des neuen Sportpark Husterhöhe ins Stadion in der Spesbach, die Heimstätte des PSV Pirmasens, aus.

## Geschichte

### Vereinsgründung und Vorkriegszeit (1903–1945)
Die Idee, in Pirmasens einen Fußballverein zu gründen, hatte Hugo Deil. Die Stadt wies im Jahr 1900 zwar schon 17 Turn- und Sportvereine auf, jedoch keinen einzigen Fußballverein. Deil schlug also zusammen mit Heinrich Stapf dem TV 1863 Pirmasens vor, eine Fußballabteilung zu gründen. Da der Vorschlag auf Ablehnung stieß, beschlossen die beiden, per Zeitungsannonce Interessierte für einen Fußballverein für den 5. Juni 1903 in die Gaststätte Germania einzuladen. Mehr als 20 Männer folgten dem Aufruf. Die offizielle Vereinsgründung erfolgte schließlich am 10. Juni 1903.
Im südwestdeutschen Fußball entwickelte sich der FK Pirmasens nach dem Ersten Weltkrieg zu einem großen Namen. Von 1930 bis 1933 wurden die Blau-Weißen vier Mal in Folge Meister der Bezirksliga Saar und waren damit in der süddeutschen Meisterschaftsendrunde vertreten. Anschließend wurde die Mannschaft von 1934 bis 1936 drei Mal hintereinander Vizemeister der Gauliga Südwest und verpasste den Einzug in die Endrunde um die deutsche Meisterschaft jeweils nur knapp. Im März 1942 zog sich der FKP nach einer 0:26-Niederlage beim 1. FC Kaiserslautern (Fritz Walter war 13-facher Torschütze), bei der die Mannschaft kriegsbedingt auf etliche Spieler verzichten musste, vom Spielbetrieb zurück.
| Saisonbilanzen 1945–1963                            | Saisonbilanzen 1945–1963 | Saisonbilanzen 1945–1963 | Saisonbilanzen 1945–1963 |
| Saison                                              | Platz                    | Tore                     | Punkte                   |
| --------------------------------------------------- | ------------------------ | ------------------------ | ------------------------ |
| 1945/46                                             | 6. Platz                 | 34:44                    | 13:23                    |
| 1946/47                                             | 1. Platz                 |                          | 23:5                     |
| 1947/48                                             | 6. Platz                 | 56:54                    | 27:25                    |
| 1948/49                                             | 4. Platz                 | 58:41                    | 33:15                    |
| 1949/50                                             | 4. Platz                 | 68:36                    | 45:15                    |
| 1950/51                                             | 3. Platz                 | 68:39                    | 37:15                    |
| 1951/52                                             | 5. Platz                 | 80:51                    | 34:26                    |
| 1952/53                                             | 7. Platz                 | 64:56                    | 30:30                    |
| 1953/54                                             | 2. Platz                 | 73:30                    | 51:9                     |
| 1954/55                                             | 5. Platz                 | 70:45                    | 39:21                    |
| 1955/56                                             | 4. Platz                 | 65:42                    | 37:23                    |
| 1956/57                                             | 8. Platz                 | 57:58                    | 30:30                    |
| 1957/58                                             | 1. Platz                 | 63:32                    | 42:18                    |
| 1958/59                                             | 1. Platz                 | 95:32                    | 52:8                     |
| 1959/60                                             | 1. Platz                 | 92:43                    | 44:16                    |
| 1960/61                                             | 3. Platz                 | 79:32                    | 41:19                    |
| 1961/62                                             | 2. Platz                 | 104:33                   | 45:15                    |
| 1962/63                                             | 3. Platz                 | 82:39                    | 41:19                    |
| grau unterlegt: Oberliga gelb unterlegt: Landesliga |                          |                          |                          |

### Oberliga mit einjährigem Intermezzo in der Zweitklassigkeit (1945–1963)
Nach dem Zweiten Weltkrieg spielten die Pirmasenser in der Saison 1945/46 in der Oberliga Südwest, in der Saison 1946/47 dann in der Landesliga Westpfalz und ab der Saison 1947/48 bis zu deren Auflösung 1963 wieder in der Oberliga Südwest. In der „Ewigen Tabelle der Oberliga Südwest“ belegt der Verein den zweiten Platz hinter dem 1. FC Kaiserslautern. 1954 wurden die Pirmasenser mit 51:9 Punkten Vizemeister der Oberliga mit nur einem Punkt Rückstand auf den 1. FC Kaiserslautern, der damals in seinem Kader mehrere Spieler hatte, die noch im selben Jahr Weltmeister werden sollten. Mit Torwart Heinz Kubsch, der beim WM-Turnier allerdings ohne Einsatz blieb, stellte der FKP ebenfalls einen Weltmeister.
1958 gewann der FK Pirmasens die Südwest-Meisterschaft, der Rivale aus Kaiserslautern zog mit einem Zähler Rückstand diesmal den Kürzeren. In der Gruppe 1 der Endrunde zur deutschen Meisterschaft traf man auf den 1. FC Nürnberg, den 1. FC Köln und den Hamburger SV. Nach zwei Unentschieden gegen Köln und Nürnberg unterlag man im letzten Gruppenspiel dem HSV, der daraufhin als ungeschlagener Gruppenerster ins Finale einzog.
Ein Jahr später wurde „die Klub“ mit 52:8 Punkten erneut Südwest-Meister. In der Gruppenphase der Meisterschaftsrunde, bei der es erstmals Hin- und Rückspiele gab, waren die Gegner diesmal der 1. FC Köln, Eintracht Frankfurt und Werder Bremen. Mit einem 4:0-Sieg über Köln gelang den Pfälzern zunächst ein guter Start, danach folgte eine 2:3-Niederlage gegen Frankfurt. Nach einem 4:1 gegen Bremen gingen alle Rückrundenspiele verloren, so dass die Frankfurter ungeschlagen ins Finale kamen.
1960 war, wie bereits ein Jahr zuvor, Borussia Neunkirchen der härteste Konkurrent im Meisterschaftskampf, in dem die Pirmasenser mit 44:16 Punkten – zum dritten Mal hintereinander – erneut die Oberhand behielten. In der Endrunde konnten die Pfälzer jedoch noch weniger mithalten als die beiden Jahre davor. Es gelang ein einziger Punktgewinn beim 1:1-Unentschieden daheim gegen den 1. FC Köln, der sich auch gegen Werder Bremen und Tasmania 1900 Berlin behaupten konnte; Pirmasens hingegen landete abgeschlagen auf dem letzten Platz.
Im Zuge der 1963 eingeführten Bundesliga entschied eine sogenannte Zwölfjahreswertung über die teilnehmenden Mannschaften. Aus der Oberliga Südwest qualifizierten sich der 1. FC Kaiserslautern und der 1. FC Saarbrücken. Die Entscheidung für Saarbrücken hatte einen faden Beigeschmack, da der im DFB-Präsidium vertretene Hermann Neuberger seinen Heimatverein in der neuen Spielklasse sehen wollte.

### Regionalliga Südwest (1963–1974)
| Saisonbilanzen 1963–1974 | Saisonbilanzen 1963–1974 | Saisonbilanzen 1963–1974 | Saisonbilanzen 1963–1974 |
| Saison                   | Platz                    | Tore                     | Punkte                   |
| ------------------------ | ------------------------ | ------------------------ | ------------------------ |
| 1963/64                  | 2. Platz                 | 128:49                   | 59:17                    |
| 1964/65                  | 7. Platz                 | 76:44                    | 41:27                    |
| 1965/66                  | 1. Platz                 | 62:31                    | 41:19                    |
| 1966/67                  | 6. Platz                 | 60:31                    | 36:24                    |
| 1967/68                  | 3. Platz                 | 57:31                    | 41:19                    |
| 1968/69                  | 4. Platz                 | 65:36                    | 40:20                    |
| 1969/70                  | 2. Platz                 | 68:36                    | 44:16                    |
| 1970/71                  | 2. Platz                 | 69:29                    | 44:16                    |
| 1971/72                  | 6. Platz                 | 56:49                    | 32:28                    |
| 1972/73                  | 3. Platz                 | 73:40                    | 41:19                    |
| 1973/74                  | 8. Platz                 | 63:47                    | 32:28                    |

Auch in der 1963 als Unterbau der Bundesliga eingeführten Regionalliga Südwest, blieb der FKP erfolgreich. In allen elf Spielzeiten landete der Verein in der oberen Tabellenhälfte, er führt daher auch deren „Ewige Tabelle“ an. Bereits in der ersten Regionalligasaison spielte der Klub um den Aufstieg in die Bundesliga mit. Mit Ausnahme des zweiten Spieltages wurde durchweg mindestens Tabellenplatz 2 belegt. Mit einem 5:1-Auswärtssieg gegen den 1. FSV Mainz 05 am letzten Spieltag sicherte sich der Verein die Vizemeisterschaft der Regionalliga Südwest, die zur Aufstiegsrunde zur Bundesliga berechtigte. In dieser traf er in Gruppe 2 auf Hannover 96, KSV Hessen Kassel und Alemannia Aachen. Einem 3:0-Sieg über Aachen folgte eine 0:2-Niederlage gegen Hannover. Zwar konnte das dritte Spiel gegen Kassel auswärts mit 4:1 gewonnen werden, „die Klub“ verlor jedoch alle Rückrundenspiele und landete so auf dem letzten Tabellenplatz.
Nach Platz 7 in der folgenden Saison wurde die Spielzeit 65/66 mit Platz 1 beendet. Diesmal traf Pirmasens in der Aufstiegsrunde auf Fortuna Düsseldorf, Hertha BSC und die Kickers Offenbach. Diese entwickelte sich zu einem Zweikampf zwischen den Pfälzern und Düsseldorf. Nachdem die Vorrunde ohne Niederlage abgeschlossen worden war, übernahm der Verein am vierten Spieltag mit einem 2:0 gegen Offenbach die Tabellenführung. Die Niederlage im folgenden direkten Duell gegen die Fortuna sollte die einzige bleiben. Nun waren beide Mannschaften punktgleich, wobei Düsseldorf das bessere Torverhältnis hatte; am letzten Spieltag kam es also zum Fernduell der beiden Aufstiegsaspiranten. Während Pirmasens lediglich ein 2:1-Heimsieg gegen Hertha gelang, sicherten sich die Rheinländer mit einem 5:1-Kantersieg über Offenbach den Aufstieg in die Bundesliga.
In den folgenden Jahren gelang es dem von Weltmeister Fritz Walter trainierten Dorfverein SV Alsenborn zunehmend, den Pirmasensern die Position als zweiterfolgreichstem Pfälzer Fußballverein nach dem 1. FC Kaiserslautern streitig zu machen. Nachdem „die Klub“ den Anschluss an die Spitze für einige Jahre verloren hatte, landete sie 1970 auf Platz 2 hinter den Alsenbornern. In der Relegation zur Bundesliga hingegen blieb der FK chancenlos. Mit nur einem Sieg gegen Hertha Zehlendorf wurde der letzte Platz belegt. Ein Jahr später konnten die Pfälzer ihre dritte Vizemeisterschaft in der Regionalliga Südwest feiern. Die Gruppe 1 der Aufstiegsrunde zur Bundesliga wurde vom VfL Bochum dominiert, der im Auswärtsspiel gegen Pirmasens die einzige Niederlage einstecken musste und somit souverän in die höchste Spielklasse aufstieg.

### 2. Bundesliga Süd (1974–1978)
| Saisonbilanzen 1974–1978 | Saisonbilanzen 1974–1978 | Saisonbilanzen 1974–1978 | Saisonbilanzen 1974–1978 |
| Saison                   | Platz                    | Tore                     | Punkte                   |
| ------------------------ | ------------------------ | ------------------------ | ------------------------ |
| 1974/75                  | 2. Platz                 | 75:62                    | 48:28                    |
| 1975/76                  | 14. Platz                | 66:78                    | 33:43                    |
| 1976/77                  | 18. Platz                | 43:85                    | 19:57                    |
| 1977/78                  | 20. Platz                | 25:120                   | 6:70                     |

1974 war der FKP aufgrund der durchweg guten Platzierungen in der Regionalliga Gründungsmitglied der zunächst zweigleisigen 2. Bundesliga. Diese erste Spielzeit verlief für den FKP sportlich erfolgreich sowohl im DFB-Pokal (Viertelfinale), als auch in der Liga. Leider blieb mit 6 000 Zuschauern im Saisondurchschnitt das Zuschaueraufkommen bei Heimspielen enttäuschend und das erste Jahr in der 2. Bundesliga endete mit einem Minus von 100.000 DM. Im ersten Spiel der neu geschaffenen Spielklasse traf der Verein auswärts auf die SpVgg Fürth. Nach 37 Spielminuten ging „die Klub“ durch ein Tor von Georg Beichle in Führung, die Gastgeber konnten jedoch in der zweiten Hälfte den Ausgleichstreffer erzielen. Anschließend gelangen in den drei Partien Siege gegen die SpVgg Bayreuth, Wormatia Worms und den FC 08 Homburg, so dass ab dem zweiten Spieltag stets mindestens Platz 6 belegt wurde und die Pirmasenser um den Aufstieg mitspielten. Am letzten Spieltag kam es zum Fernduell mit dem FC Bayern Hof, dem 1. FC Schweinfurt 05 und dem TSV 1860 München, die alle um den zweiten Tabellenplatz kämpften. Schützenhilfe erhielt Pirmasens vom SV Darmstadt 98, der in Hof gewann; letztere wären bei einem Sieg für den Relegationsplatz qualifiziert gewesen. Durch ein 5:3 gegen Borussia Neunkirchen wurden die Resultate der Spiele von Schweinfurt und der „Münchener Löwen“ bedeutungslos, da die Pfälzer auf Rang 2 landeten. Gegenüber den punktgleichen Schweinfurtern war die bessere Tordifferenz ausschlaggebend.
In der Relegation um den dritten Aufstiegsplatz traf der Verein auf Bayer 05 Uerdingen, den Vizemeister der Nordstaffel. Das Hinspiel auf heimischem Boden sollte sich als sehr torreich erweisen. Nach einer 1:0-Führung in der ersten Minute stand es bereits nach 24 Minuten 1:2, ehe Pirmasens innerhalb von acht Minuten drei weitere Tore erzielte. Kurz vor der Halbzeitpause erzielten die Uerdinger den 4:3-Anschlusstreffer und in der 81. Minute den Ausgleich zum 4:4-Endstand. Das Rückspiel ging mit 0:6 verloren, womit der Aufstieg in die Bundesliga abermals verpasst wurde (→ Spieldaten der Aufstiegsspiele gegen Bayer 05 Uerdingen).
In der Spitzengruppe der Zweiten Bundesliga Süd konnte sich der Verein nicht halten, bereits in der folgenden Saison fand er sich im Abstiegskampf wieder. Erst am vorletzten Spieltag konnte der Klassenerhalt durch einen 2:1-Sieg über den SSV Reutlingen 05 gesichert werden. Als der sportliche Abstieg 1977 bereits am 33. Spieltag besiegelt worden war, wurde Pirmasens am grünen Tisch durch den Rückzug des SV Röchling Völklingen gerettet. Am letzten Spieltag hatte sich „die Klub“ durch ein Unentschieden gegen den BSV Schwenningen noch den drittletzten Platz erkämpft – bei gleichzeitiger Niederlage des SSV Jahn Regensburg, der aufgrund der schlechteren Tordifferenz absteigen musste.
| Saisonbilanzen 1978–heute                                                                                      | Saisonbilanzen 1978–heute | Saisonbilanzen 1978–heute | Saisonbilanzen 1978–heute |
| Saison | Platz                     | Tore                      | Punkte                    |
| --- | ------------------------- | ------------------------- | ------------------------- |
| 1978/79 | 2. Platz                  | 96:38                     | 48:20                     |
| 1979/80 | 3. Platz                  | 57:41                     | 40:28                     |
| 1980/81 | 4. Platz                  | 69:46                     | 42:26                     |
| 1981/82 | 6. Platz                  | 72:42                     | 54:26                     |
| 1982/83 | 3. Platz                  | 83:42                     | 53:23                     |
| 1983/84 | 5. Platz                  | 61:45                     | 40:28                     |
| 1984/85 | 6. Platz                  | 57:57                     | 38:30                     |
| 1985/86 | 10. Platz                 | 48:58                     | 31:37                     |
| 1986/87 | 6. Platz                  | 50:45                     | 38:30                     |
| 1987/88 | 8. Platz                  | 55:45                     | 35:33                     |
| 1988/89 | 4. Platz                  | 65:42                     | 43:25                     |
| 1989/90 | 4. Platz                  | 77:55                     | 45:23                     |
| 1990/91 | 9. Platz                  | 48:40                     | 34:34                     |
| 1991/92 | 17. Platz                 | 41:66                     | 23:45                     |
| 1992/93 | 16. Platz                 | 35:70                     | 16:44                     |
| 1993/94 | 3. Platz                  | 45:35                     | 38:22                     |
| 1994/95 | 1. Platz                  | 67:23                     | 50:10                     |
| 1995/96 | 9. Platz                  | 46:46                     | 39                        |
| 1996/97 | 1. Platz                  | 61:21                     | 70                        |
| 1997/98 | 8. Platz                  | 65:49                     | 52                        |
| 1998/99 | 1. Platz                  | 63:24                     | 72                        |
| 1999/00 | 17. Platz                 | 38:75                     | 33                        |
| 2000/01 | 8. Platz                  | 48:34                     | 64                        |
| 2001/02 | 7. Platz                  | 63:39                     | 56                        |
| 2002/03 | 13. Platz                 | 46:53                     | 48                        |
| 2003/04 | 12. Platz                 | 50:56                     | 41                        |
| 2004/05 | 10. Platz                 | 49:57                     | 44                        |
| 2005/06 | 1. Platz                  | 60:17                     | 71                        |
| 2006/07 | 17. Platz                 | 31:61                     | 31                        |
| 2007/08 | 10. Platz                 | 48:49                     | 45                        |
| 2008/09 | 3. Platz                  | 58:45                     | 57                        |
| 2009/10 | 2. Platz                  | 53:34                     | 64                        |
| 2010/11 | 2. Platz                  | 51:40                     | 63                        |
| 2011/12 | 3. Platz                  | 58:36                     | 60                        |
| 2012/13 | 8. Platz                  | 50:50                     | 49                        |
| 2013/14 | 1. Platz                  | 62:29                     | 65                        |
| 2014/15 | 14. Platz                 | 40:44                     | 42                        |
| 2015/16 | 13. Platz                 | 43:43                     | 39                        |
| 2016/17 | 14. Platz                 | 38:55                     | 42                        |
| 2017/18 | 2. Platz                  | 97:31                     | 79                        |
| 2018/19 | 9. Platz                  | 36:60                     | 43                        |
| 2019/20 | 16. Platz                 | 19:35                     | 18                        |
| 2020/21 | 14. Platz                 | 44:58                     | 52                        |
| 2021/22 | 18. Platz                 | 32:59                     | 33                        |
| 2022/23 | 3. Platz                  | 66:34                     | 62                        |
| 2023/24 | 3. Platz                  | 92:46                     | 72                        |
| 2024/25 | 3. Platz                  | 92:27                     | 78                        |
| grau unterlegt: Oberliga orange unterlegt: Verbandsliga gelb unterlegt: Landesliga rot unterlegt: Regionalliga |                           |                           |                           |

1978 stiegen die Pirmasenser mit einem Negativrekord von 6:70 Punkten aus der 2. Liga ab. Nachdem die ersten zehn Spiele hintereinander verloren gegangen waren, belegten die Pfälzer ab dem vierten Spieltag durchweg den letzten Tabellenplatz und erreichten nur einen Sieg und vier Unentschieden. In der Saison 77/78 mussten sie außerdem 120 Gegentore hinnehmen; es war die bislang letzte, die der Verein im Profifußball absolvierte.

### Überwiegend Oberliga (1978–2014)
Seit 1978 gehört der FKP fast ununterbrochen zum harten Kern der Oberliga Südwest – bis 1992 allerdings als „graue Maus“. Nach dem Abstieg aus der 2. Bundesliga wurde Robert Jung, der von 1966 bis 1976 zum Spielerkader des Vereins gehörte, als Trainer engagiert. Die erste Saison in der Drittklassigkeit endete mit dem zweiten Tabellenplatz hinter dem SV Röchling Völklingen, womit der direkte Wiederaufstieg knapp verpasst wurde. Im DFB-Pokal hatte der Verein zunächst den MTV Gifhorn mit 3:0 geschlagen, ehe er durch ein 2:4 gegen den FC 08 Homburg ausschied. Auch in den Jahren danach erlangte der FKP stets Ränge im vorderen Tabellendrittel. Auch 1981 qualifizierte sich „die Klub“ für den DFB-Pokal. In der ersten Runde gelang ein 3:0-Auswärtssieg gegen den Siegburger SV 04, der zu diesem Zeitpunkt ebenfalls Amateurligist war; dann unterlag man jedoch dem MSV Duisburg auswärts mit 0:3.
Jung verließ den Verein 1985 in Richtung Salmrohr. Für die folgenden zehn Jahre geriet der Trainerposten zunehmend zum Schleudersitz; von Jungs Nachfolgern blieb keiner länger als ein Jahr. In der Oberliga verlor „die Klub“ den Anschluss an die Spitzengruppe. Anfang der 1990er Jahre setzte eine rasante Talfahrt ein: 1992 wurde Pirmasens Tabellenvorletzter und stieg nach 14 Jahren ununterbrochener Zugehörigkeit zur Oberliga in die Verbandsliga ab. Auch dort konnte sich der Verein nicht halten, bereits nach einem Jahr stieg er als Tabellenletzter abermals ab. Nach Platz 3 am Ende der ersten Saison in der Landesliga gelang ein Jahr später der erste Aufstieg seit fast fünfzig Jahren. In der zweiten Hälfte des Jahrzehnts war endlich ein sportlicher Aufwärtstrend zu erkennen. In der Spielzeit darauf sicherten sich die Pirmasenser einen Rang im Mittelfeld, ehe sie 1997 in die Oberliga zurückkehrten.
1999 folgte als Meister der Oberliga Südwest der Aufstieg in die seit 1994 bestehende drittklassige Regionalliga West/Südwest mit Trainer Frank Lelle, der die Mannschaft nach der überraschenden Trennung von Robert Jung mitten in der Saison 1998/99 übernommen hatte. Da ein Jahr später die Zahl der Staffeln von vier auf zwei reduziert wurde und die Mannschaft in der hinteren Tabellenhälfte landete, stieg sie nach einem Jahr schon wieder ab. Im DFB-Pokal hatte Pirmasens ein Freilos für die zweite Runde, in der jedoch Bundesligist TSV 1860 München mit 3:0 die Oberhand behielt.
Nach mehreren Abstiegskämpfen stieg der FKP in der Saison 2005/06 – wiederum unter Trainer Robert Jung – als Meister der Oberliga Südwest in die Regionalliga auf; ab dem 14. Spieltag gab man die Tabellenführung nicht mehr aus der Hand. Der FC 08 Homburg blieb als zweitplatzierter dem FKP stets dicht auf den Fersen, so dass die Entscheidung erst im letzten Spiel fiel. Mit einem 2:0-Sieg gegen Hassia Bingen wurde der Aufstieg schließlich perfekt gemacht. Zudem gewannen die Pfälzer den SWFV-Verbandspokal, indem sie die zweite Mannschaft des 1. FSV Mainz 05 im Finale mit 2:1 besiegten und sich für den DFB-Pokal 2006/07 qualifizierten. In der ersten Runde trafen sie dort auf Werder Bremen und gewannen überraschend mit 5:3 nach Elfmeterschießen. In der zweiten Runde musste sich der FKP mit 0:3 der SpVgg Unterhaching geschlagen geben.
Nach weiteren Niederlagen in der Regionalliga Süd trennte man sich am 14. November 2006 von Robert Jung. Aus der Interims-Lösung Andreas Kamphues wurde dann zu Beginn der Rückrunde eine Dauerlösung. 2006/07 konnte die Klasse nicht gehalten werden, so dass der FKP in der Spielzeit 2007/08 wieder in der Oberliga Südwest antreten musste. Am Saisonende 2009/10 wurde der FKP nur wegen der um zwei Tore schlechteren Tordifferenz gegenüber dem FC 08 Homburg Vizemeister der Oberliga und verpasste somit den Aufstieg in die Regionalliga denkbar knapp. Mit einem 3:0-Endspielsieg über den Verbandsligisten FV Dudenhofen gewann der Verein jedoch nach 2006 wieder den Pokal des Südwestdeutschen Fußballverbandes und qualifizierte sich erneut für die DFB-Hauptrunde 2010/11. Dort traf er auf den Bundesligisten Bayer 04 Leverkusen und verlor nach achtbarer erster Halbzeit (ein eher glückliches 1:0 für die Gäste) noch sehr deutlich mit 1:11. Für 2011 strebte man wieder den Aufstieg in die Regionalliga an. Am 17. Januar 2011 wurden mit Andreas Ring, Karsten Volberg und Manfred Hoffmann zum ersten Mal in der Vereinsgeschichte drei gleichberechtigte Präsidenten gewählt. Am 3. März trat Wendelin Guster als Trainer zurück. Nachfolger bis zum Saisonende wurde Peter Tretter, der ab der Saison 2011/12 Co-Trainer des neuen Cheftrainers Michael Dusek wurde, unterstützt von Pascal Ott als Co-Trainer; sportlicher Leiter blieb Marco Geib. Am Saisonende wurde der FKP mit vier Punkten Rückstand auf Meister SC Idar-Oberstein erneut Vizemeister. 2011/12 belegten die Pirmasenser in der Oberliga-Abschlusstabelle Platz 3.

### Mehrjährige Rückkehr in die Regionalliga Südwest (2014–2022)
Mit Peter Tretter als Cheftrainer, Jens Schaufler als Co-Trainer und Andreas Kamphues als Teammanager wurde man in der Saison 2013/14 mit fünf Punkten Vorsprung auf den Zweitplatzierten FSV Salmrohr Meister der Oberliga Rheinland-Pfalz/Saar und stieg in die viertklassige Regionalliga Südwest auf. Dort schaffte man als Tabellenvierzehnter knapp den Klassenerhalt. Die zweite Mannschaft des Vereins wurde 2014/15 Meister der Fußball-Verbandsliga Südwest und stieg damit in die Oberliga Rheinland-Pfalz/Saar auf. Im gleichen Spieljahr gewannen die Westpfälzer den Landespokal 2015, als sie wie schon bei den beiden letzten Landespokalsiegen 2006 und 2010 den FV Dudenhofen im Finale, diesmal mit 1:0 nach Verlängerung, bezwangen. Damit qualifizierte sich der FKP für die erste Hauptrunde des DFB-Pokals 2015/16, in der er dem Zweitligisten 1. FC Heidenheim mit 1:4 unterlag. Zum Saisonende trat Andreas Kamphues als Teammanager zurück. In der Spielzeit 2016/17 belegte „die Klub“ unter 19 Teilnehmern zwar Tabellenplatz 14, doch dies reichte nicht zum Klassenerhalt. Da zum einen zwei Mannschaften aus der 3. Liga in die Regionalliga Südwest abstiegen und zum anderen den beiden Erstplatzierten der Regionalliga der Aufstieg in die 3. Liga nicht gelungen war, stiegen gleich sechs Mannschaften ab. Der FK erreichte jedoch in der Saison 2017/18 den zweiten Platz in der Oberliga Rheinland-Pfalz/Saar und stieg über die Relegation direkt wieder auf. In der Saison 2021/22 stieg der FK Pirmasens erneut in die Oberliga ab. Dort wurde man in den drei folgenden Spielzeiten jeweils Dritter und verpasste den Direktaufstieg in die Regionalliga bzw. die Teilnahme an der Aufstiegsrunde. 2025 gewann man den Landespokal durch einen 2:0-Finalsieg über den Oberligameister TSV Schott Mainz und qualifizierte sich damit für den DFB-Pokal 2025/26. Dort unterlag der Verein in der ersten Hauptrunde dem Bundesligisten Hamburger SV mit 1:2 n. V., obwohl die Mannschaft bis zur Nachspielzeit in Führung lag.

## Stadion
- Stadion an der Zweibrücker Straße (2003 abgerissen)
- Stadion in der Spesbach (2003/2004)
- Sportpark Husterhöhe (seit 2004/05)

## Bekannte Spieler

### Vor 1974 und nach 1978
| Spieler           | Nationalität | Zeit      | Besondere Leistungen |
| Uwe Fuchs         | Deutscher    | ?–1984    | Deutscher Vizemeister mit dem 1. FC Kaiserslautern im Jahr 1994 |
| Thomas Dooley     | Deutscher    | 1981–1984 | DFB-Pokalsieger im Jahr 1990, Deutscher Meister und Supercupsieger 1991 mit dem 1. FC Kaiserslautern; 1997 UEFA-Cup-Sieger mit Schalke 04; US-Nationalspieler (Teilnahme an den WM 1994 in den USA und 1998 in Frankreich) |
| Eugen Hach        | Deutscher    | ?–1984    | schaffte 1992 mit dem 1. FC Saarbrücken den Aufstieg in die Bundesliga; beendete anschließend seine Karriere |
| Heinrich Hergert  | Deutscher    | 1925–1938 | absolvierte von 1930 bis 1933 fünf A-Länderspiele |
| Rudolf Hoffmann   | Deutscher    | 1960–1963 | bestritt 1955 ein A-Länderspiel gegen Irland |
| Helmut Kapitulski | Deutscher    | 1957–1964 | 1956 und 1957 Meister mit Borussia Dortmund; 1 A-Länderspiel 1958 |
| Heinz Kubsch      | Deutscher    | 1953–1961 | 3 A-Länderspiele; stand bei der WM 1954 im Kader, kam jedoch nicht zum Einsatz |
| Anton Lutz        | Deutscher    | 1933–1936 | erzielt 41 Tore in den drei Jahren beim FK Pirmasens |
| Horst Nußbaum     | Deutscher    | 1963–1964 | machte später unter dem Künstlernamen „Jack White“ als Musikproduzent Karriere |
| Johannes Riedl    | Deutscher    | ?–1968    | Bundesligaspieler von 1968 bis 1985 beim MSV Duisburg, bei Hertha BSC, dem 1. FC Kaiserslautern, Arminia Bielefeld und Kickers Offenbach                                                                                   |
| Karl Schmidt      | Deutscher    | 1962–?    | 9 A-Länderspiele |

## Rivalitäten
Nach dem Zweiten Weltkrieg bis zur Einführung der Bundesliga war der 1. FC Kaiserslautern der Hauptrivale des FK Pirmasens, da beide Mannschaften um die Stellung als Nummer eins in der Pfalz kämpften. Nachdem Anfang und Mitte der 1950er Jahre die „Roten Teufel“ die Oberliga Südwest dominiert hatten, gelang es den Pirmasensern immer öfter, um die deutsche Meisterschaft mitzuspielen. Da die „Lauterer“ dann für die Bundesliga zugelassen wurden und beide Vereine seitdem nicht mehr in derselben Liga spielten, ebbte die gegenseitige Abneigung allmählich ab.
Innerhalb der neu gebildeten Regionalliga Südwest war „die Klub“ zunächst der erfolgreichste pfälzische Verein. Die Vormachtstellung wurde erst vom SV Alsenborn, dem Vorortverein aus der Region Kaiserslautern, durch dessen Aufstieg streitig gemacht. Beide Vereine kämpften bis Mitte der 1970er Jahre regelmäßig um den Aufstieg in die Bundesliga.
Seitdem Pirmasens 1978 nach vier Jahren Zugehörigkeit aus der Zweiten Liga abgestiegen ist, haben Begegnungen mit dem SC Hauenstein, dem FC Homburg, dem SVN Zweibrücken und dem 1. FC Saarbrücken aufgrund der regionalen Nähe Derbycharakter.